# Bondarskyi (huyện)
Huyện Bondarskyi (tiếng Nga: ? райо́н) là một huyện hành chính tự quản (raion), của Tỉnh Tambov, Nga. Huyện có diện tích 1267 kilômét vuông. Trung tâm của huyện đóng ở Bondari.